# سلام مامان!
سلام مامان! (به انگلیسی: Hi, Mom!) فیلمی محصول سال ۱۹۷۰ به کارگردانی برایان دی پالما است. در این فیلم بازیگرانی همچون رابرت دنیرو، جنیفر سالت، آلن گارفیلد، لارا پارکر، چارلز دارنینگ، پال بارتل، گریت گراهام و جو کینگ ایفای نقش کرده‌اند.

## داستان
جان روبین، کهنه سرباز جنگ ویتنام و فیلمساز مشتاق، توسط تهیه‌کننده جو بنر برای ساخت یک فیلم مستهجن استخدام می‌شود. روبین که مدتی است همسایه‌اش جودی بیشاپ را زیر نظر دارد، از این فرصت استفاده می‌کند تا او را اغوا کند و مخفیانه با استفاده از دوربینی که روی پنجره آپارتمانش نصب شده، از رابطه جنسی آنها فیلمبرداری کند. با این حال، دوربین در حین فیلمبرداری کج می‌شود و نتایج را خراب می‌کند و بنر که از این کار ناراضی است، پیشنهاد خود را پس می‌گیرد.